# Cleidion moniliflorum
Cleidion moniliflorum är en törelväxtart som beskrevs av Airy Shaw. Cleidion moniliflorum ingår i släktet Cleidion och familjen törelväxter. Inga underarter finns listade i Catalogue of Life.